# Brandon Barker
Brandon Lee Barker (* 4. Oktober 1996 in Manchester) ist ein englischer Fußballspieler. Er spielt zuletzt bis August 2023 für den zyprischen Erstligisten Omonia Nikosia.

## Karriere
Barker begann seine Karriere in seiner Heimatstadt bei Manchester City. Im September 2015 stand er erstmals im Kader der Profis. Im November 2015 wurde er für einen Monat an den Zweitligisten Rotherham United verliehen, für den er einen Tag nach Leihbeginn in der Football League Championship debütierte. Im August 2017 wurde Barker an den schottischen Erstligisten Hibernian Edinburgh verliehen. Danach an Preston North End. Im August 2019 verpflichteten ihn die Glasgow Rangers.
Am 1. Februar 2021 wurde Barker bis zum Saisonende an den Drittligisten Oxford United ausgeliehen. Ein Jahr später wechselte er ebenfalls bis zum Saisonende zum Zweitligisten FC Reading. Anschließend unterschrieb Barker am 30. Juni 2022 einen Zweijahresvertrag bei Omonia Nikosia aus der zyprischen First Division. Der Vertrag wurde Anfang August 2023 einvernehmlich aufgelöst.